# Landgericht Umstadt
Das Landgericht Umstadt war von 1821 bis 1879 ein Landgericht des Großherzogtums Hessen in der Provinz Starkenburg mit Sitz in (Groß-)Umstadt.

## Gründung
Ab 1821 trennte das Großherzogtum Hessen auch auf unterer Ebene Rechtsprechung und Verwaltung. Für die Verwaltung wurden Landratsbezirke geschaffen, die erstinstanzliche Rechtsprechung Landgerichten übertragen. 
 Der Landratsbezirk Dieburg erhielt die Zuständigkeit für die Verwaltung der gleichzeitig aufgelösten Ämter Umstadt und Otzberg, die ganz überwiegenden Teile der Ämter Dieburg und Amt Schaafheim sowie Gemeinden aus dem Amt Babenhausen.

## Bezirk
Der Gerichtsbezirk umfasste:
| Gemeinde       | Herkunft              | Zugang | Abgang | Nach                     |
| -------------- | --------------------- | ------ | ------ | ------------------------ |
| Altheim        | Amt Schaafheim        | 1821   | 1879   | Amtsgericht Groß-Umstadt |
| Dieburg        | Amt Dieburg           | 1821   | 1879   | Amtsgericht Groß-Umstadt |
| Dorndiel       | Amt Umstadt           | 1821   | 1879   | Amtsgericht Groß-Umstadt |
| Groß-Zimmern   | Amt Umstadt           | 1821   | 1879   | Amtsgericht Groß-Umstadt |
| Harpertshausen | Amt Schaafheim        | 1821   | 1879   | Amtsgericht Groß-Umstadt |
| Hering         | Amt Otzberg           | 1821   | 1879   | Amtsgericht Groß-Umstadt |
| Heubach        | Amt Otzberg           | 1821   | 1879   | Amtsgericht Groß-Umstadt |
| Kleestadt      | Amt Babenhausen       | 1821   | 1879   | Amtsgericht Groß-Umstadt |
| Klein-Umstadt  | Amt Umstadt           | 1821   | 1879   | Amtsgericht Groß-Umstadt |
| Klein-Zimmern  | Amt Dieburg           | 1821   | 1879   | Amtsgericht Groß-Umstadt |
| Langstadt      | Amt Babenhausen       | 1821   | 1879   | Amtsgericht Groß-Umstadt |
| Lengfeld       | Amt Otzberg           | 1821   | 1879   | Amtsgericht Groß-Umstadt |
| Mosbach        | Amt Umstadt           | 1821   | 1879   | Amtsgericht Groß-Umstadt |
| Münster        | Landgericht Offenbach | 1853   | 1879   | Amtsgericht Groß-Umstadt |
| Radheim        | Amt Umstadt           | 1821   | 1879   | Amtsgericht Groß-Umstadt |
| Raibach        | Amt Umstadt           | 1821   | 1879   | Amtsgericht Groß-Umstadt |
| Richen         | Amt Umstadt           | 1821   | 1879   | Amtsgericht Groß-Umstadt |
| Schaafheim     | Amt Schaafheim        | 1821   | 1879   | Amtsgericht Groß-Umstadt |
| Schlierbach    | Amt Schaafheim        | 1821   | 1879   | Amtsgericht Groß-Umstadt |
| Semd           | Amt Umstadt           | 1821   | 1879   | Amtsgericht Groß-Umstadt |
| Umstadt        | Amt Umstadt           | 1821   | 1879   | Amtsgericht Groß-Umstadt |

## Weitere Entwicklung
Durch mehrere Verwaltungsreformen, 1832, 1848 und zuletzt 1852 hatten sich nicht nur die Bezeichnungen der Verwaltungsbezirke, sondern auch deren Grenzen geändert. Um das wieder anzugleichen, revidierte das Großherzogtum 1853 in den Provinzen Starkenburg und Oberhessen umfassend die Zuständigkeitsbereiche der Gerichte. Die Folge war auch eine Änderung für den Sprengel des Landgerichts Umstadt: Münster, das bisher zum Landgericht Offenbach gehörte kam hinzu.
1857 wird das bisherige Landgericht Umstadt in Landgericht Großumstadt [!] umbenannt.

## Ende
Mit dem Gerichtsverfassungsgesetz von 1877 wurden Organisation und Bezeichnungen der Gerichte reichsweit vereinheitlicht. Zum 1. Oktober 1879 hob das Großherzogtum Hessen deshalb die Landgerichte auf. Funktional ersetzt wurden sie durch Amtsgerichte. So ersetzte das Amtsgericht Groß-Umstadt das Landgericht Umstadt. „Landgerichte“ nannten sich nun die den Amtsgerichten direkt übergeordneten Obergerichte. Das Amtsgericht Groß-Umstadt wurde dem Bezirk des Landgerichts Darmstadt zugeordnet.